# Comarca de Allariz-Maceda
La comarca de Allariz-Maceda en la provincia de Orense linda al noroeste con la comarca de Orense, al este con la de Tierra de Caldelas, al sur con la de La Limia y al oeste con la de Tierra de Celanova.
Pertenecen a ella los siguientes municipios: Allariz, Baños de Molgas, Maceda, Paderne de Allariz, Junquera de Ambía y Junquera de Espadañedo.